# Kalliosaari (ö i Lappland, Norra Lappland, lat 69,00, long 27,11)
Kalliosaari är en ö i Finland. Den ligger i sjön Pikkujoenjärvi och i kommunen Enare i den ekonomiska regionen Norra Lappland och landskapet Lappland, i den norra delen av landet, 1 000 km norr om huvudstaden Helsingfors. Öns area är 2,2 hektar och dess största längd är 370 meter i sydväst-nordöstlig riktning.